# NGC 6188
NGC 6188 је емисионо-рефлексиона маглина у сазвежђу Олтар која се налази на NGC листи објеката дубоког неба.
Деклинација објекта је - 48° 39' 42" а ректасцензија 16h 40m 5,0s. Привидна величина (магнитуда) објекта NGC 6188 износи 14,6. NGC 6188 је још познат и под ознакама ESO 226-EN19.